# Медельинский метрополитен
Метрополитен Медельина — метрополитен в колумбийском Медельине, пересекает город с севера на юг, а также соединяет центр мегаполиса с его западными районами. Является первым и пока единственным метрополитеном в стране. В настоящее время состоит из 2 линий, общая протяжённость которых составляет 34,5 км, интегрирован с системой канатных дорог «Metrocable». Рабочее время: 5:00—23:00 в будни, 7:00—22:00 в воскресенье и праздники.

## История
Строительство начали в 1985 году. Открыт 30 ноября 1995 года.

## Структура
Метрополитен состоит из линий «A» и «B», пересекающихся на станции Сан-Антонио. На станциях Асеведо (линия A) и Сан-Хавьер (линия B) он соединяется с линиями канатной дороги «Metrocable» соответственно «K» и «J». Линия K в свою очередь на станции Санто-Доминго Савио соединена с третьей канатной линией «L». Линия L ориентирована на обслуживание туристов, не имеет промежуточных станций и напрямую связывает Санто-Доминго Савио с парком Арви (Parque Arvi). Проезд по ней стоит дороже.
Линии метрополитена
- Линия A — 21 станция, 23,2 км
- Линия B— 7 станций, 5,6 км

А также система канатных дорог «Metrocable»
- Линия К — 4 станции, 1,8 км
- Линия J — 4 станции, 2,7 км
- Линия L — 2 станции
- Линия M — 3 станции
- Линия H — 3 станции

## Галерея
- Линия «B»
- Поезд на своем пути через старую железнодорожную станцию в Белло.
- Станция «Estación Estadio» линии «B»
- Станция «Сан - Антонио», точка пересечение линий «A» и «B»
- Фуникулёрная дорога «Metrocable»